# Валліо-Терме
Валліо-Терме (італ. Vallio Terme) — муніципалітет в Італії, у регіоні Ломбардія, провінція Брешія.
Валліо-Терме розташоване на відстані близько 450 км на північ від Рима, 100 км на схід від Мілана, 18 км на північний схід від Брешії.
Населення — 1437 осіб (2014).

## Демографія
Населення за роками:

Станом на 1 січня 2023 року в муніципалітеті офіційно проживали 62 іноземці з 15 країн, серед них 14 громадян країн Євросоюзу та 3 громадяни України.

## Сусідні муніципалітети
- Аньозіне
- Каїно
- Гавардо
- Одоло
- Пайтоне
- Саббіо-К'єзе
- Серле